# Dividendstrippen
Dividendstrippen is de praktijk waarbij aandelen worden gekocht in een periode kort voordat een dividend wordt uitgekeerd, (op dit ogenblik worden de aandelen cum-dividend genoemd), om deze vervolgens te verkopen na de ex-dividend datum, op welk moment de voorgaande eigenaar recht heeft op de uitkering van het dividend. Op de dag dat aandelen van een bedrijf ex-dividend verhandeld worden, zal de aandelenkoers theoretisch met het bedrag van het dividend dalen.
Deze wijze van handelen kan worden gedaan door een gewone belegger als beleggingsstrategie, of door de eigenaren of medewerkers van een bedrijf als belastingontwijkingsstrategie.

## Investeerders
Voor een belegger levert dividendstripping dividendinkomsten op, en een kapitaalverlies als de aandelen in waarde dalen (hetgeen ze onder normale marktomstandigheden zullen doen) als ze ex-dividend gaan. Dit kan winstgevend zijn als het dividendinkomen groter is dan het kapitaalverlies, of als er een fiscaal voordeel ontstaat als gevolg van een van deze mogelijkheden.
Of dit de moeite waard is, hangt af  van de verschillende belastingomstandigheden van beleggers. Als er voor iedereen een identiek belastingvoordeel zou ontstaan zou dat invloed moeten hebben op  de ex-dividendkoersdaling. Maar als een belastingvoordeel alleen voor een beperkt aantal beleggers van toepassing is, zal het effect beperkt zijn.
Hoe dan ook is het winstbedrag op een dergelijke transactie meestal beperkt, wat betekent dat een dergelijke transactie wellicht niet de moeite waard is als men de makelaarskosten, het risico om aandelen van de ene op de andere dag aan te houden, de marktspread of een mogelijke slip als de markt geen liquiditeit heeft meeneemt in de berekening.

## Belastingontwijking
Dividendstripping of cum-ex-handel kan worden gebruikt als een strategie om belasting te ontwijken, waardoor een bedrijf winsten aan zijn eigenaren kan uitkeren als een kapitaalsom, in plaats van als een dividend, wat belastingvoordelen biedt als het effectieve belastingtarief op vermogenswinsten lager is dan voor dividenden. Neem bijvoorbeeld een bedrijf genaamd ProfCo dat D wil distribueren, met de hulp van een stripperbedrijf genaamd Stripper & Cie.
1. Stripper & Cie koopt ProfCo-aandelen van de huidige eigenaren voor X+D.
2. ProfCo, nu eigendom van Stripper & Cie, maakt een dividend van D bekend, dat wordt uitgekeerd aan Stripper & Cie.
3. Stripper & Cie verkoopt zijn aandelen terug aan de oorspronkelijke eigenaren voor X.
Het netto-effect voor de eigenaren is een meerwaarde van +D en een dividenduitkering van -D. Het netto-effect voor Stripper & Cie is niets; het dividend dat het ontvangt is inkomen, en het verlies op de aandelenhandel is een aftrek. Om een dergelijke belastingaftrek te kunnen krijgen kan het zijn dat de hoofdactiviteit van Stripper & Cie aandelenhandel  moet zijn, in de zin dat het bedrijf aandelen behandelt als koopwaar in plaats van kapitaalgoederen.
Er zijn veel variaties mogelijk:
- Stripper & Cie zou verschillende "klasse B"-aandelen in ProfCo kunnen kopen voor slechts het D-bedrag, en niet voor het geheel van ProfCo.
- De rechten van dergelijke klasse B-aandelen zouden door ProfCo kunnen worden gewijzigd, waardoor ze waardeloos zouden worden, in plaats van dat Stripper & Cie ze terug zou verkopen.
- ProfCo zou voor de transactie geld kunnen lenen aan Stripper & Cie, in plaats van dat laatstgenoemde een overbruggingsfinanciering nodig heeft.

## Dividendstrippen in Nederland
Er werd in Nederland altijd al enigszins gefronst op de praktijk, maar na het CumExschandaal in Duitsland is er meer besef gekomen dat de staatskas door dividenstrippen geld misloopt, volgens sommige schattingen de laatste jaren rond 26 miljard euro. Het Openbaar Ministerie kondigde aan dit nader uit te gaan zoeken, en nodigde klokkenluiders uit zich bij hun te melden.